# 柴野昌山
柴野昌山（しばの　しょうざん、1932年1月7日 - ）は、教育社会学者、京都大学名誉教授。
京都市生まれ。1956年京都大学教育学部教育社会学科卒、61年同大学院博士課程退学。1969年「人格形成の構造 教育と社会の基礎理論」で京大教育学博士。金城学院大学講師、京都大学教育学部助教授、教授、95年定年退官、名誉教授、早稲田大学教育学部教授、特任教授。2001年関西福祉大学特任教授。

## 著書
- 『現代社会の青少年 自立への挑戦と援助』学文社 現代選書 1980
- 『教育学大全集 23 現代の青年』第一法規出版 1981
- 『教育現実の社会的構成』高文堂出版社 現代教育学全書 1990
- 『現代の青少年 自立とネットワークの技法』学文社 1990

### 共編著
- 『変革期の人間形成 社会学的アプローチ』麻生誠共編 アカデミア出版会 1982
- 『教育社会学を学ぶ人のために』編 世界思想社 1985
- 『リーディングス日本の社会学 16 教育』池田秀男、麻生誠共編 東京大学出版会 1986
- 『しつけの社会学』編 世界思想社 1989
- 『教育社会学』竹内洋、菊池城司共編 有斐閣ブックス 1992
- 『社会と教育 教育社会学的展開』編 協同出版 新・教職教養シリーズ 1993
- 『文化伝達の社会学』編 世界思想社 2001
- 『青少年・若者の自立支援 ユースワークによる学校・地域の再生』編 世界思想社 2009

## 論文
- Cinii

## 注
1. ↑  『現代日本人名録』